# Remirea maritima
Remirea es un género monotípico de plantas herbáceas perteneciente a la familia de las ciperáceas. Su única especie, Remirea maritima, es originaria de las costas tropicales. 

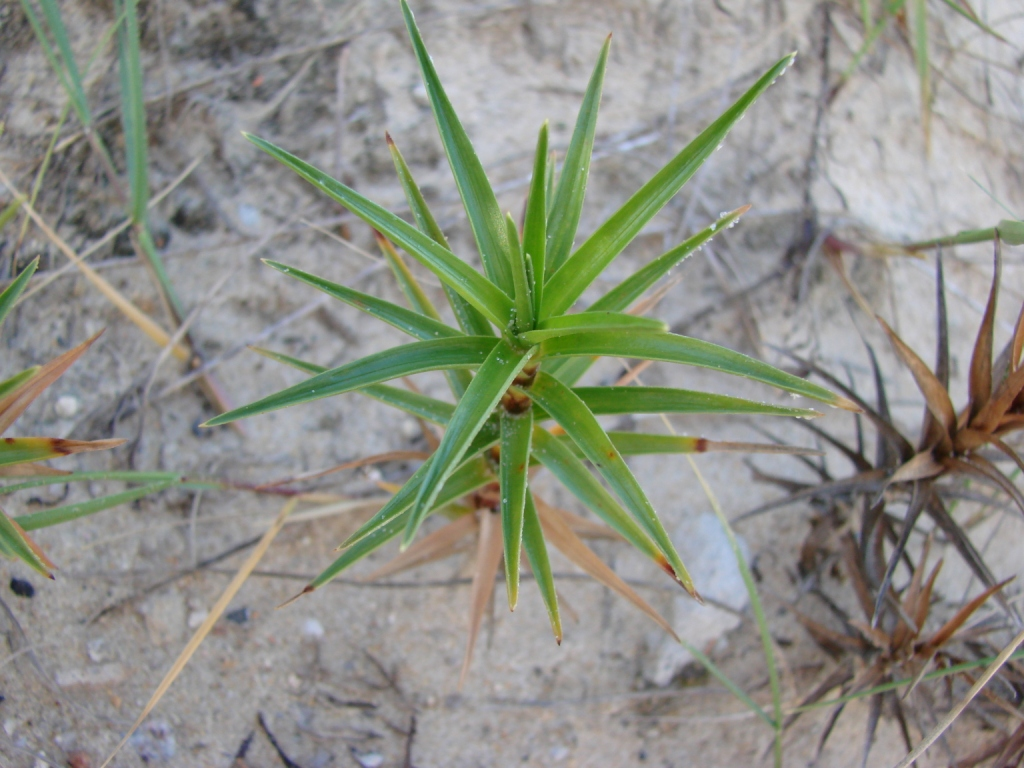
Vista de la planta

## Descripción
Son plantas tiesas, pequeñas, produciendo numerosos clones por medio de rizomas escamosos, largos y lisos; culmos densamente foliosos, en espiral, hasta 20 cm de alto; plantas hermafroditas. Hojas con márgenes escariosos abiertos, sin lígula ni vaina, las láminas patente-recurvadas, angostamente triangular-lineares, 2–10 cm de largo, ápices abruptamente aguzados, márgenes escábridos, superficie multiacostillada. Espiguillas agrupadas en 1–3 espigas sésiles, cónico-ovoides, 1–2 cm de largo, las brácteas inferiores más largas, progresivamente reducidas a bractéolas, espiguillas asimétricamente ovoides; escamas subdísticas, de 4, agudas a obtusas, ca 3–4 mm de largo, 3 de ellas con nervios morados y agudas o acuminadas, la más interna sin nervios, suberoso-engrosada, subyacente al fruto; perianto ausente; estambres 3, anteras lineares, ca 2 mm de largo; carpelos 3, ramas del estilo lineares y patentes. Fruto lanceolado-oblongo, triquetro, de 2 mm de largo, con rayas longitudinales de papilas finas.

## Taxonomía
Remirea maritima fue descrita por Jean Baptiste Christophore Fusée Aublet y publicado en Histoire des Plantes de la Guiane Françoise 1: 45, pl. 16. 1775.
Sinonimia
- Cyperus kegelianus Steud.
- Cyperus pedunculatus (R.Br.) J.Kern
- Duval-jouvea maritima (Aubl.) Palla
- Lipocarpha foliosa Miq.
- Mariscus capitatus Steud.
- Mariscus pedunculatus (R.Br.) T.Koyama
- Mariscus pungens Steud.
- Miegia maritima (Aubl.) Willd.
- Remirea distichophylla Boeckeler
- Remirea maritima var. pedunculata (R.Br.) Benth.
- Remirea pedunculata R.Br.
- Remirea rigidissima Steud.
- Remirea wightiana Nees[2]